# 海丁诺尔
海丁诺尔，又名南海诺尔，是一个位于中国青海省治多县的湖泊，北邻昆仑山，南邻可可西里山，属于山间构造断陷湖泊，湖面海拔4,470公尺，湖区呈港湾状，面积81.96平方公里，湖岸线长269.4公里，多处湖湾通道狭窄，湖区有79个岛屿，海丁河和庫賽湖是该湖的主要水源。